# Phormictopus brasiliensis
Phormictopus brasiliensis é uma espécie de aranha pertencente à família Theraphosidae (tarântulas).